# Joan March i Zuriguel
Joan March i Zuriguel   (Granollers, 11 d'octubre de 1952) és un historietista català, adscrit a la malmesa tercera generació o generació del 70 de l'Escola Bruguera, al costat d'autors com Casanyes, Esegé, els germans Fresnos, Rovira o Rafael Vaquer. Les seves sèries més conegudes i recordades podrien ser El mini Rey i Tranqui y Tronco.
El 1970 va ser contractat en l'Editorial Bruguera, començant per il·lustrar acudits i com entintador d'Escobar. Un any més tard creava els seus primers personatges per a les revistes Din Dan (Ruperto, Calixto y Damián) i Pulgarcito (Ataúlfo i Gedeón, La Família Potosí), al mateix temps que començava a col·laborar amb revistes d'altres editorials. Així, en Gaceta Junior, on va crear a Don Meñique, i en Strong d'editorial Argos.
El 1974 va abandonar el mitjà per dedicar-se a la pintura durant quatre anys. Va tornar llavors a Bruguera, mogut, segons les seves pròpies paraules, per certa inquietud que encara tenia pel còmic i per tal de guanyar uns diners que li permetessin dedicar-se a la pintura amb tranquil·litat. Crea llavors "El Mini Rey", la seva sèrie de més èxit, per a Mortadelo i Super Mortadelo, i Ambrosio Carabino per la 2 època de "Super Pulgarcito". En eixa etapa està menys preocupat pel virtuosisme tècniques i més interessat pel guió, l'humor d'una situació o d'una frase; amb la intenció artística d'aconseguir pàgines on l'acció, el desenvolupament, produís una sensació gairebé musical". Encara crearà altres sèries per a Ediciones B, com Maxtron (1987) a "Pulgarcito", Todos estamos locos (1989) a "Superlópez" i Los Peláez a Zipi y Zape Extra (1994).

## Sèries
- "Don Meñique" (Gaceta Junior) (1971).
- "Ruperto" (en Din Dan) (1971).
- "Ataúlfo y Gedeón" (en Pulgarcito) (1971).
- "Calixto y Damián" (en Din Dan) (1971).
- "La Familia Potosí" (en Pulgarcito) (1971).
- "El mini Rey" (en Mortadelo, Super Mortadelo) (197-)
- "Ambrosio Carabino" (en Super Pulgarcito, 2 època) (197-),
- "Tranqui y Tronco" (en Mortadelo) (198-).
- "Maxtron" (en Pulgarcito, sello B) (1987).
- "Todos estamos locos" (en Superlópez, sello B) (1987).
- "Los Peláez" (en Zipi y Zape Extra) (1994).
- "Todos estamos locos" (B: Olé!, núm.359) (1989).